# Karl Fischer (Schauspieler, 1801)
Karl Fischer, genannt Ewald (* 4. Februar 1801 in Wien; † 31. Jänner 1884 in Karlsruhe) war ein österreichischer Theaterschauspieler und -regisseur.

## Leben
Fischer studierte Jus und ging unter dem Namen „Ewald“ zur Bühne. 1825 heiratete er die Schauspielerin und Sängerin Beatrix Schwarzböck. Zusammen mit seiner Ehefrau trat er von Ostern 1828 bis Dezember 1830 am Stadttheater Aachen auf und übernahm dort 1829/30 die Direktion.  Von 1830 bis 1882 war er Mitglied (seit 1872 Oberregisseur) des Hoftheaters in Karlsruhe. Dort war auch seine Ehefrau auf Lebenszeit engagiert. Nach mehr als 50-jähriger Tätigkeit trat er in Pension.